# Nguyễn Văn An
Nguyễn Văn An (sinh ngày 1 tháng 10 năm 1937) là một chính trị gia Việt Nam. Ông nguyên là Ủy viên Bộ Chính trị khóa VIII, IX, Chủ tịch Quốc hội nước Cộng hòa xã hội chủ nghĩa Việt Nam từ ngày 27 tháng 6 năm 2001 đến ngày 24 tháng 6 năm 2006.

## Tiểu sử và gia đình
Ông sinh ngày 1 tháng 10 năm 1937 tại xã Mỹ Tân, Mỹ Lộc, tỉnh Nam Định.
Vợ ông là bà Đào Thị Hào. Con trai của ông là Nguyễn Sỹ Hiệp (sinh năm 1974), hiện đang giữ chức Phó Chủ nhiệm Văn phòng Chính phủ.

## Quá trình công tác
1954-1960: Công nhân điện Nhà máy điện Hà Nội.
1961-1967: Đi học thoát ly trong nước 2 năm, rồi học về điện tại Trường đại học Bách khoa Donetsk (Liên Xô cũ, nay thuộc Ukraina) 5 năm.
1967-1969: Về nước công tác ở công trường 8438 thuộc Công ty điện lực Hà Nội.
1970-1972: Công tác ở Sở Điện III (Nam Định).

### Tỉnh Nam Hà
1972-1973: Phó Giám đốc kỹ thuật Công ty điện Nam Hà, Tỉnh ủy viên dự khuyết của tỉnh ủy Nam Hà.
1974-1976: Thường vụ Tỉnh ủy, Trưởng ban Tuyên huấn Tỉnh ủy tỉnh Nam Hà. Học ở trường đảng cao cấp Nguyễn Ái Quốc khóa VII.

### Tỉnh Hà Nam Ninh
Tháng 8/1976-1980: Thường vụ Tỉnh ủy, Phó Chủ tịch Ủy ban Nhân dân tỉnh Hà Nam Ninh, phụ trách công nghiệp, sau làm Bí thư Thành ủy Nam Định.
Tháng 11/1980: Phó Bí thư Tỉnh ủy, Chủ tịch UBND tỉnh Hà Nam Ninh.
Tháng 4/1981: được bầu làm Đại biểu Quốc hội khoá VII, Ủy viên Ủy ban Kinh tế Kế hoạch và Ngân sách của Quốc hội.
Tại Đại hội Đảng toàn quốc lần thứ V (tháng 3 năm 1982) ông được bầu làm Ủy viên dự khuyết Ban Chấp hành Trung ương Đảng Cộng sản Việt Nam. Bí thư Tỉnh ủy Hà Nam Ninh (1982-1987).
Tại Đại hội Đảng toàn quốc lần thứ VI (tháng 12 năm 1986) được bầu Ủy viên Ban Chấp hành Trung ương Đảng.

### Ban Tổ chức Trung ương
Tháng 9/1987: Phó Trưởng ban Tổ chức Trung ương Đảng. Đại hội Đảng toàn quốc lần thứ VII (tháng 6 năm 1991) được bầu là Ủy viên BCHTƯ Đảng, tiếp tục làm Phó Trưởng ban Tổ chức Trung ương.
Tháng 7/1996: Tại Đại hội đại biểu toàn quốc lần thứ VIII được bầu vào BCHTƯ, Ủy viên Bộ Chính trị, Trưởng ban Tổ chức Trung ương.
Tháng 4/2001: tại Đại hội đại biểu toàn quốc lần thứ IX, được bầu vào BCHTƯ, được Trung ương bầu vào Bộ Chính trị và Ban Bí thư Trung ương Đảng.

## Chủ tịch Quốc hội (2001-2006)
Ngày 27 tháng 6 năm 2001: tại kỳ họp thứ 9, Quốc hội khoá X, được Quốc hội bầu làm Chủ tịch Quốc hội nước Cộng hòa xã hội chủ nghĩa Việt Nam.
Ngày 26 tháng 6 năm 2006, ông thôi giữ chức Chủ tịch Quốc hội, bàn giao chức vụ dành cho Nguyễn Phú Trọng và nghỉ hưu theo chế độ.

## Giải thưởng
Tháng 6 năm 2008, Nguyễn Văn An được tặng thưởng Huân chương Hồ Chí Minh.

Chiều ngày 12 tháng 9 năm 2019, Nguyễn Văn An được trao tặng Huy hiệu 60 năm tuổi Đảng Cộng sản Việt Nam.